# ديك سكوت (لاعب كرة قدم أمريكية)
ديك سكوت (بالإنجليزية: Dick Scott)‏ هو لاعب كرة قدم أمريكية أمريكي، ولد في 24 نوفمبر 1924 في هايلاند فالس في الولايات المتحدة، وتوفي في 20 أغسطس 2012 في ماريلند في الولايات المتحدة.